# Ролинг Хилс (Калифорнија)
Ролинг Хилс (енгл. Rolling Hills) град је у америчкој савезној држави Калифорнија. По попису становништва из 2010. у њему је живело 1.860 становника.

## Демографија
Према попису становништва из 2010. у граду је живело 1.860 становника, што је 11 (0,6%) становника мање него 2000. године.
| Група             | 2000.         | 2010.         |
| Белци             | 1.432 (76,5%) | 1.379 (74,1%) |
| Афроамериканци    | 38 (2,0%)     | 29 (1,6%)     |
| Азијати           | 262 (14,0%)   | 303 (16,3%)   |
| Хиспаноамериканци | 85 (4,5%)     | 102 (5,5%)    |
| Укупно            | 1.871         | 1.860         |